# 20th Century Boys
20th Century Boys (20世紀少年, Nijusseiki Shōnen) és una sèrie de manga de ciència-ficció i misteri creada per Naoki Urasawa. Va guanyar el Premi Kōdansha al millor manga l'any 2001 en la categoria general i el Premi de manga Shogakukan el 2003 a la mateixa categoria. Fou publicada l'any 1999 a la revista Big Comic Spirits de l'editorial Shogakukan i després recopilada en 22 volums de format tankobon des del 30 de gener de 2000 fins al 30 de novembre de 2006. La història fou continuada per la sèrie de manga 21st Century Boys, on la númeració torna a començar des de l'1.
L'any 2008, la sèrie fou adaptada al cinema en una trilogia dirigida per Yukihiko Tsutsumi. La primera pel·lícula, anomenada Beginning of the End, fou estrenada al Japó el 30 d'agost de 2008. La segona, anomenada The Last Hope, fou estrenda el 31 de gener de 2009, mentre que la tercera i última pel·lícula, anomenada Redemption, fou estrenada el 29 d'agost de 2009.

## Argument
Kenji Endō és l'encarregat d'un petit supermercat a Tòquio. Viu amb la seva mare i amb la Kanna, la filla de la seva germana, la qual la va deixar a càrrec seu abans de desaparèixer. Kenji assisteix al funeral d'un antic amic de la seva infantesa, Donkey. En reunir-se amb els seus excompanys de l'escola no tarda a relacionar la mort d'en Donkey amb tot el seguit d'estranyes morts que van succeint i al voltant dels quals sempre hi apareix un símbol, un símbol que el mateix Kenji i els seus amics van crear de petits en la seva base secreta com a part d'un joc en què planejaven la fi del món (i la manera d'evitar-ho), que ara semblava fer-se realitat per una secta liderada per un enigmàtic individu que es fa anomenar Amic. Kenji i els seus amics van jurar defensar la pau i la justícia en el món quan aquest es veiés amenaçat per una organització malvada. Això no obstant, tots ells van veient com cada una de les catàstrofes que havien predit es van fent realitat, fins i tot la més temuda: la "Nit Sagnant de l'any 2000", en què perillarà el planeta sencer.

## Manga
El manga destaca per tenir una trama molt complexa, a causa del gran nombre de personatges i la seva extensió: al voltant de 50 anys en la línia temporal (des de l'any 1960 fins al 2016 aprox.) amb constants salts temporals. Urasawa ha planificat perfectament la seva obra i a poc a poc totes les peces van encaixant. La seqüela 21st Century Boys sembla que serà molt més explicativa i revelarà tots els misteris que resten per esbrinar a la fi de 20th Century Boys.
A Espanya, la sèrie fou publicada per Planeta deAgostini des de l'octubre de 2004 fins a l'octubre de 2007 en 22 volums, rebent una bona acceptació del públic. La traducció va anar a càrrec de Marc Bernabé i Verònica Calafell. La mateixa editorial publicà la seqüela 21st Century Boys l'estiu de 2008.

## Personatges principals
- Kenji Endō (遠藤健児)

És el protagonista principal de la primera meitat de la història. És un home despreocupat i li encanta el Rock'n'Roll. Ell, els seus familiars i els seus amics tenen un paper molt important a mesura que es desenvolupa la trama. Després de la "Nit Sagnant d'Any Nou" desapareix, però hi ha rumors de què segueix amb vida.
- Kanna Endō (遠藤カンナ)

És la neboda d'en Kenji, i esdevé protagonista de la història després de la "Nit Sagnant d'Any Nou". Sembla tenir algun tipus d'habilitats sobrenaturals, i té molt de carisma i capacitat de lideratge. Més tard lidera un grup de resistència contra l'"Amic" sota el sobrenom "la Reina de Gel". Més tard és revelat que l'"Amic" és el seu pare, de qui sembla que ha rebut els seus poders sobrenaturals.
- Otcho (オッチョ)

És un amic de la infància d'en Kenji. És molt hàbil en arts marcials i ha escapat de la mort nombroses vegades. Abans que en Kenji contacti amb ell explicant-li tot el referent a "Amic", l'Otcho viu fora del Japó. Un cop retorna al Japó, i després de la desaparició d'en Kenji, es converteix en el protector de la Kanna i la seva missió. El seu nom real es Chōji Ochiai.
- Amic (ともだち, Tomodachi)

Un personatge molt enigmàtic que fa realitat els successos terroristes que en Kenji i els seus amics van imaginar de petits. Durant la Nit de Cap d'Any del 2000 fa veure que salva el món salvant a la humanitat d'una epidèmia que ell mateix havia provocat i es converteix així en un gran heroi del segle xxi pels habitants de tot el món, governant mitjançant el "Partit de l'Amistat". Els motius de tot el que fa són incerts, però se sap que té algun tipus de relació amb la Kanna i la seva mare, la Kiriko. La identitat original de l'"Amic" era en Fukubei, un excompany de classe d'en Kenji, però en Fukubei és assassinat i un nou "Amic" amb intencions encara més cruels pren el seu lloc.
- Yoshitsune (ヨシツネ)

Un altre amic de la infància d'en Kenji. Quan rep la trucada d'en Kenji demanant ajuda per fer front a l'"Amic" accedeix immediatament a fer-li costat. L'any 2014 és el líder de l'organització clandestina dedicada a derrotar l'"Amic".
- Déu (神様)

Déu és un vell vagabund que té el poder de veure algunes coses que succeiran abans que passin. Déu va ser qui va aconsellar a en Kenji i li va explicar el seu futur. Més tard, Déu es torna ric beneficiant-se dels seus poders i esdevé el primer ciutadà japonès en viatjar a l'Espai.

## Pel·lícules
20th Century Boys ha estat adaptada en tres llargmetratges dirigits per Yukihiko Tsutsumi. El projecte ha tingut un pressupost de 6 bilions de yens, i hi han participat fins a 300 persones. La primera pel·lícula de la trilogia, anomenada Beginning of the End, va ser llençada el 30 d'agost del 2008 al Japó. La segona, anomenada The Last Hope, va ser llençada el 31 de gener del 2009 i la tercera, anomenada Redemption, el 29 d'agost del mateix any. La preestrena mundial de la primera pel·lícula va tenir lloc el 19 d'agost del 2008 al Cinema Publicis, a París, i va comptar amb l'assistència de Toshiaki Karasawa (Kenji) i Takako Tokiwa (Yukiji).
El primer llargmetratge cobreix la història que correspon dels volums 1 al 5 del manga. La segona ho fa dels volums 6 al 15, tot i que la història difereix de l'original en alguns aspectes. Alguns personatges importants que no aparegueren en la primera pel·lícula van aparèixer en la segona. L'última pel·lícula de la trilogia cobreix la resta de volums, però amb uns quants canvis importants en el desenvolupament de la història.

### Repartiment i personatges
- Toshiaki Karasawa com a Kenji Endō adult
- Shuto Tanabe com a Kenji Endō adolescent
- Jun Nishiyama com a Kenji Endō infant
- Airi Taira com a Kanna Endō adulta
- Rina Hatakeyama - Kanna Endō amb 3 o 4 anys
- Etsushi Toyokawa com a Otcho adult
- Ryusei Sawahata com a Otcho infant
- Teruyuki Kagawa com a Yoshitsune adult
- Fumiya Ogura com a Yoshitsune infant
- Katsuo Nakamura com a Kyutaro Kaminaga (Déu)
- Takako Tokiwa com a Yukiji adulta
- Tamaki Matsumoto com a Yukiji infanta
- Hidehiko Ishizuka com a Maruo adult
- Kazuya Anzai com a Maruo infant
- Kuranosuke Sasaki com a Fukube adult
- Riku Uehara com a Fukube infant
- Hitomi Kuroki com a Kiriko Endō
- Tomiko Ishii com a Chiyo, mare del Kenji i la Kiriko Endō
- Hiroyuki Miyasako com a Keroyon adult
- Takashi Ukaji com a Mon-chan adult
- Taichi Yano com a Mon-chan infant
- Shirô Sano com als bessons Yanbo i Maboo adults
- Kiyotaka Yamada com als bessons Yanbo i Maboo infants
- Fumiyo Kohinata com a Yamane adult
- Renji Ishibashi com a Inshū Manjōme
- Haruka Kinami com a Kyoko Koizumi (estudiant de la mateixa escola que la Kanna, que és obligada a anar al Parc de l'Amic)
- Arata Furuta com a Namio Haru
- Yoriko Douguchi com a Mitsuko Kido (la dona de Donkey)
- Kenichi Endo com a sicari penedit de la secta de l'Amic que fa importants revelacions al Kenji
- Kanji Tsuda com a Moroboshi (pretendent de la Kiriko)
- Ken Mitsuishi com a detectiu Yama
- Raita Ryu com a detectiu Chosuke Igarashi (Chou)
- Naohito Fujiki com a agent Chono

## Premis
- 2001 - Premi Kōdansha al millor manga (Categoria General)
- 2002 - 'Excellence Prize' del Japan Media Arts Festival
- 2003 - Premi de manga Shogakukan (Categoria General)
- 2005 - Premi a la millor obra estrangera de l'Expocomic de Madrid
- 2006 - Premi a la millor obra estrangera del Saló del Còmic de Barcelona
- 2006 - Premi del públic a la millor obra estrangera de la web La Cárcel de Papel